# 日本ブルキナファソ友好協会
認定NPO法人 日本ブルキナファソ友好協会（にっぽんぶるきなふぁそゆうこうきょうかい、英文名称: JAPAN BURKINA FASO FRIENDSHIP ASSOCIATION、略称: JBFA）は、1995年に西アフリカの内陸国ブルキナファソにおいて、貧困・病気などに苦しむ人々を救済するために設立された非政府組織である。
「同じ地球の仲間として、私たちにできること.....！」を合言葉に、教育・医療・保健衛生・農業などの分野で、ブルキナファソの農村地域に援助活動を続けている。
教育では、公立小学校の建設（13校舎）、学用品・教科書の寄贈など、医療では、診療所の建設（6カ村）、医師・看護師の派遣など、保健衛生では、ポンプ式深井戸の設置（47基）、公衆トイレの設置、保健衛生指導の実施など、農業では、熱帯野菜・ネリカ米の農業指導などの活動を行う。また。日本からの供与事業として、小学生用机といす5,200セット、救急車2台、消防車4台、移動図書館車1台、オルガン29台、スポーツシューズ（新品）4,300足などをブルキナファソ政府に寄贈。（2022年2月末現在）
日本国内での活動は、ブルキナファソの周知をはじめ、白井市立白井第一小学校と協働で、2004年より毎年「奇跡の米･ネリカ米の稲作」を行っている。また、2011年より、ブルキナファソのカバネ小学校とスカイプを利用したTV会議も行っている。
1995年7月に横浜市において任意団体として設立される。1999年3月には神奈川県で最初の特定非営利活動法人（NPO法人）として登記され、2005年7月には全国で13番目・千葉県で最初に認定特定非営利活動法人（認定NPO法人）として、国税庁長官から認定を受けている。（2001年9月、主たる事務所を横浜市より千葉県白井市に移転）
2012年11月、「ブルキナベ功労勲章・シュヴァリエ章」を受章する。
また、2012年12月、創立者である松山倫政理事長が「ブルキナファソ国家勲章・シュヴァリエ章」を受章、2014年12月「社会貢献者表彰を受彰」、2021年4月「国家勲章・オフィシエ章」を受章する。
2021年9月28日、東京2020オリンピック・パラリンピック競技大会において、「ホストタウン交流の推進に関し、顕著な貢献をした者」として、丸川珠代オリンピック・パラリンピック担当大臣より感謝状を受領する。
2022年3月24日、多年にわたり教育・国際交流の発展に寄与した功績から、令和3年度白井市表彰（教育文化功労者）を受彰する。

## 組織
- 主たる事務所： 日本　千葉県白井市桜台二丁目6番3-404号
- 海外事務所： ブルキナファソ　10 B.P.13740 Ouagadougou 10
- 理事長 - 松山倫政